# حكومة كول الثانية
أدت حكومة كول الثانية بقيادة هلموت كول اليمين في 29 آذار عام 1983 وأرست مهامها في 11 آذار 1987. وتشكلت الحكومة بعد انتخابات عام 1983. خلفها حكومة كول الثالثة، التي تم تشكيلها في أعقاب انتخابات عام 1987.

## التشكيل الوزاري
| المنصب                                                      | الصورة | الاسم                                              | الحزب | الحزب |
| ----------------------------------------------------------- | ------ | -------------------------------------------------- | ----- | ----- |
| المستشار                                                    |        | هلموت كول (1930–2017)                              | CDU   |       |
| نائب المستشار                                               |        | هانز ديتريش غينشر (1927–2016)                      | FDP   |       |
| الخارجية                                                    |        | هانز ديتريش غينشر (1927–2016)                      | FDP   |       |
| الداخلية                                                    |        | فريدريش تسيمرمان (1925–2012)                       | CSU   |       |
| العدل                                                       |        | هانس إنغيلهارد (1934–2008)                         | FDP   |       |
| المالية                                                     |        | جيرهارد شتولتنبرج (1928–2001)                      | CDU   |       |
| الاقتصاد                                                    |        | أوتو غراف لامبسدورف (1926–2009) حتى 27 حزيران 1984 | FDP   |       |
| الاقتصاد                                                    |        | مارتن بانغيه مان (* 1934) من 27 حزيران 1984        | FDP   |       |
| الغذاء والزراعة والغابات                                    |        | إيغناتس كيشله (1930–2003)                          | CSU   |       |
| العلاقات الداخلية الألمانية                                 |        | هاينريش فيندلين (1921–2015)                        | CDU   |       |
| الشؤون الاجتماعية والعمل                                    |        | نوربرت بلوم (* 1935)                               | CDU   |       |
| الدفاع                                                      |        | مانفريد فورنر (1934–1994)                          | CDU   |       |
| الشباب والأسرة والصحة                                       |        | هاينر غايسلر (1930–2017) حتى 26 أيلول 1985         | CDU   |       |
| الشباب والأسرة والصحة                                       |        | ريتا زوسموت (* 1937) من 26 أيلول 1985              | CDU   |       |
| النقل                                                       |        | فيرنر دولينغير (1918–2008)                         | CSU   |       |
| البيئة والحفاظ على الطبيعة والسلامة النووية منذ 6 تموز 1986 |        | فالتر فالمان (1932–2013)                           | CDU   |       |
| البريد والاتصالات                                           |        | كريستيان شفارتس شيلينغ (* 1930)                    | CDU   |       |
| التخطيط المكاني والبناء والتخطيط الحضري                     |        | أوسكار شنايدر (* 1927)                             | CSU   |       |
| البحوث والتكنولوجيا                                         |        | هاينتس ريزنهوبر (* 1935)                           | CSU   |       |
| التعليم والعلوم                                             |        | دوروتي فيلمز (* 1929)                              | CDU   |       |
| التعاون الاقتصادي                                           |        | يورغن فارنكه (1932–2013)                           | CSU   |       |
| المهام الخاصة ورئيس المستشارية منذ 15 تشرين الثاني 1984     |        | فولفغانغ شويبله (* 1942)                           | CDU   |       |

## التغييرات
تغير تشكيل مجلس الوزراء أربع مرات.
- 27 حزيران 1984 - خلف مارتن بانجمان (FDP) لامبسدورف في منصب وزير الاقتصاد.
- 15 تشرين الثاني 1984 - فولفغانغ شويبله (CDU) ينضم لمجلس الوزراء كوزير للمهام الخاصة
- 26 أيلول 1985 - ريتا زوسموت (CDU) تخلف غايسلير كوزيرة للشباب والأسرة والصحة
- 6 حزيران 1986 - أصبحت ريتا زوسموت (CDU) وزيرة للشباب والأسرة والمرأة والصحة.

انضم فالتر فالمان (CDU) إلى مجلس الوزراء كوزير للبيئة وحماية الطبيعة وأمن المفاعلات.

## روابط خارجية
- مجلس الوزراء الألماني  (بالإنجليزية)
- الوزارات الاتحادية في ألمانيا (بالإنجليزية)